# Upplands runinskrifter 874
Upplands runinskrifter 874 är en vikingatida runsten vid Hagby kyrka, Hagby socken och Uppsala kommun.
Stenen hade sedan 1400-talet utgjort trappsteg till vapenhuset på den kyrka som ersattes av den nuvarande kyrkan 1838. Förmodligen var den försvunnen på 1830-talet när den nya kyrkan byggdes, och i mitten av 1800-talet ansågs den förstörd eller flyttad, men den återfanns vid en grävning utanför kyrkan 2016. Runstenen avbildades och beskrevs bland annat av Johannes Haquini Rhezelius och Johan Peringskiöld på 16- och 1700-talet. När stenen beskrevs i band 8 av Sveriges runinskrifter ledde avbildningarna forskarna till runristaren Fot, vilket kunde bekräftas när den återupptäcktes. Dessutom kunde arkeologerna se att det fanns flera runor som inte var med på de tidigare avbildningarna. Efter att stenen rengjorts och undersökts placerades den synlig vid södra sidan av kyrkans torn den 24 maj 2017.
Stenen är omkring 1,8 meter hög och 1,35 meter bred. Den har en skada i toppen men är trots det nära sin ursprungliga storlek.

## Inskriften
Translitterering av runraden:
× iarl × auk × ti…ẹ-…- × stain × at × [k]aiʀfast × faþur + sin ×
Normalisering till runsvenska:
Iarl ok ... ... stæin at Gæiʀfast, faður sinn.
Översättning till nusvenska:
Jarl och ... stenen efter Gerfast, sin fader.
Runorna ti… utgör början av ett namn, sedan stenens kant är bortslaget. Utrymmet finns för åtminstone  två försvunna namn och runorna …ẹ-… kan ha tillhört ett av dessa. Runan [k] saknas, men den fanns bevarad på 1600-talet.